# Hawleyite
La hawleyite è un minerale.